# Derna (Rumunia)
Derna – wieś w Rumunii, w okręgu Bihor, w gminie Derna. W 2011 roku liczyła 912 mieszkańców.